# Bad Georgenschwaige

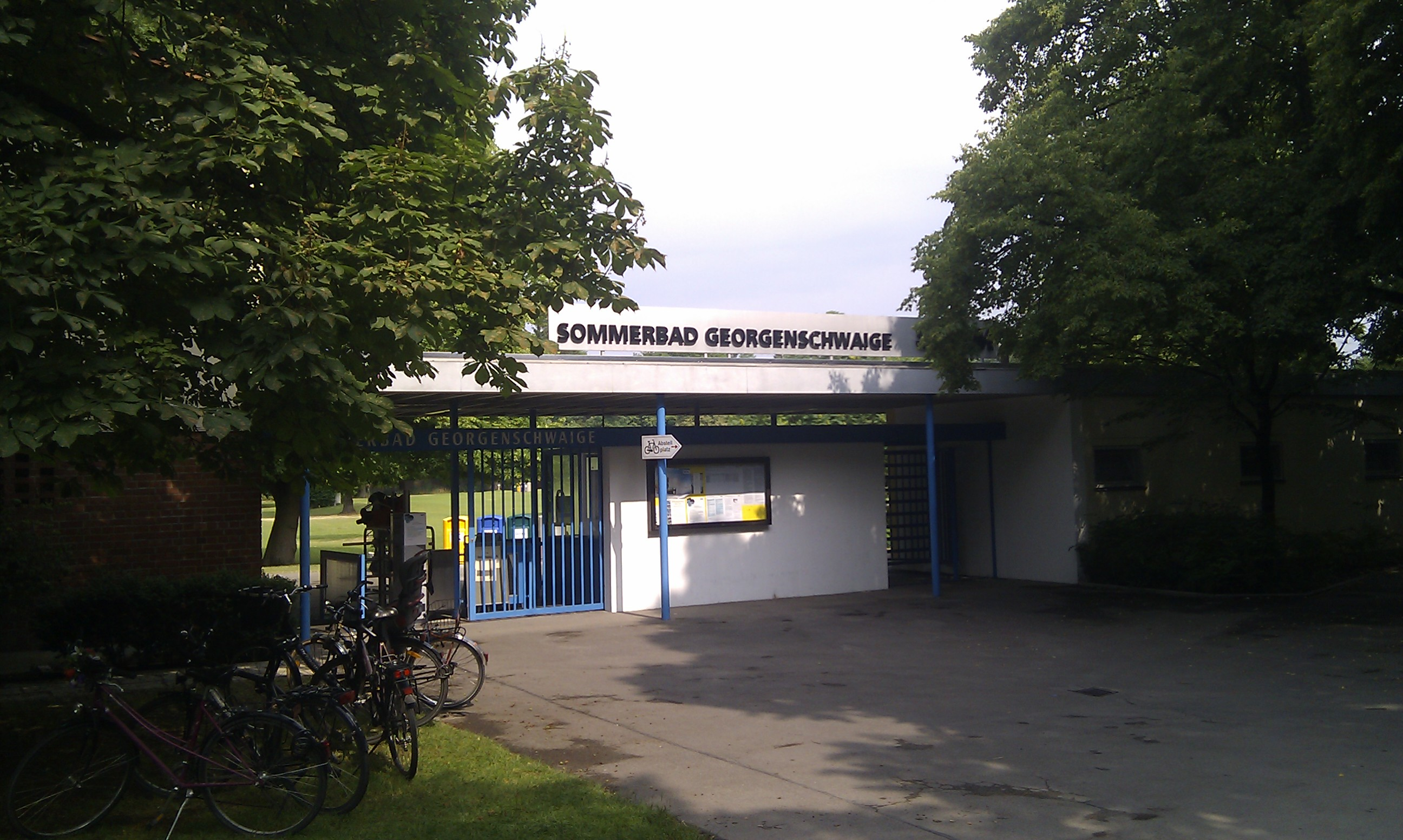
Sommerbad Georgenschwaige

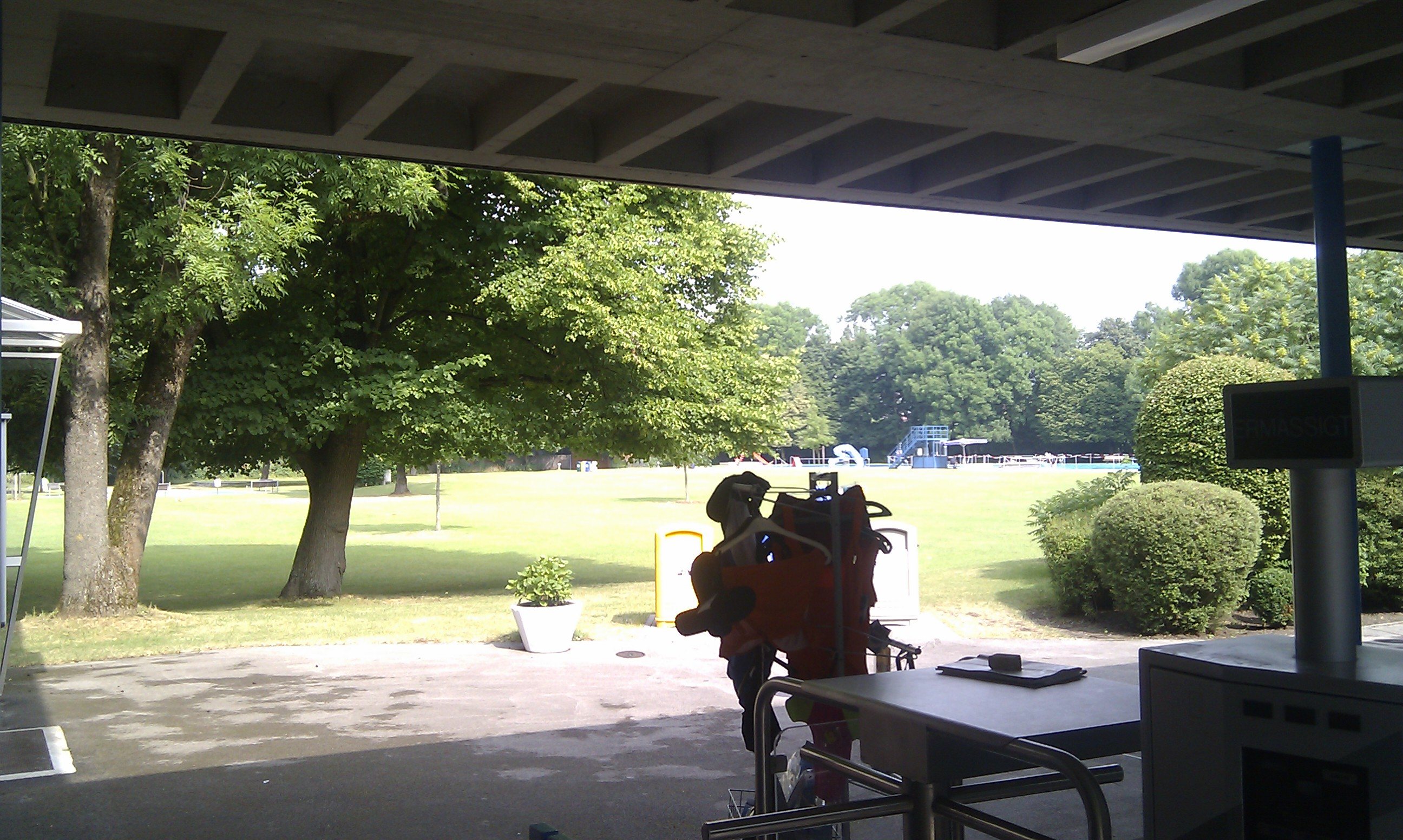
Sommerbad Georgenschwaige

Das Bad Georgenschwaige ist ein Freibad im Münchener Stadtbezirk Schwabing-West am Nordrand des Luitpoldparks am Petuelring. Es wird von den Stadtwerken München betrieben.

## Beschreibung
Das Sommerbad hat ein 50 Meter langes Sportbecken mit einem extra Bereich für das Ein-Meter-Sprungbrett, ein 25 Meter Nichtschwimmerbecken und ein Planschbecken. Es gibt einen Eltern/Kind-Bereich, Kinderrutschen, einen Spielplatz und eine große Liegewiese mit weiteren Freizeitmöglichkeiten wie ein Trampolin und Tischtennisplatten. Das Bad ist barrierefrei ausgebaut. Im Eingangsbereich liegt ein Biergarten.
Nach einem Brand im März 2021 wurde das Schwimmbad in der Saison 2021 nicht wieder geöffnet, das Gelände wurde im Sommer 2021 aber für andere Freizeitmöglichkeiten genutzt.
Seit dem Jahr 2023 wurde das Georgenschwaigbad generalsaniert und nach dem Vorbild von Maria Einsiedel in ein chlorfreies Schwimmbad umgewandelt und als solches zur Saison 2025 wieder in Betrieb genommen. Kernstück der neuen Wasseraufbereitung ist ein 1000 Quadratmeter großer Schilfbereich im Süden des Geländes. Die Umkleiden befinden sich nun nicht mehr am Eingang, sondern sind durch einen langen Flachbau an der Nordseite ersetzt, wo sich auch ein überdachtes Liegedeck aus Holz befindet. Planungen zum Umbau gab es bereits vor dem Brand im März 2021.
Das Stadtmagazin Prinz listet das Bad als eines der schönsten Freibäder Münchens und lobt den Schatten des alten Baumbestandes. Die Süddeutsche Zeitung bezeichnet es als „Münchens schlichtestes Freibad“.
Es liegt an der Belgradstraße 195, Nähe U2/Tram 12/StadtBus 140, 141,142, 144 Scheidplatz bzw. der U3/U8/Tram 27/StadtBus 173, 177, 178  Petuelring. Im Norden fließt der Nymphenburg-Biedersteiner Kanal vorbei.

## Geschichte
Das Bad Georgenschwaige wurde 1934 Am Riesenfeld von Karl Meitinger zusammen mit Fritz Beblo entworfen und 1936 um ein Schwimmbecken mit Sprungturm erweitert.

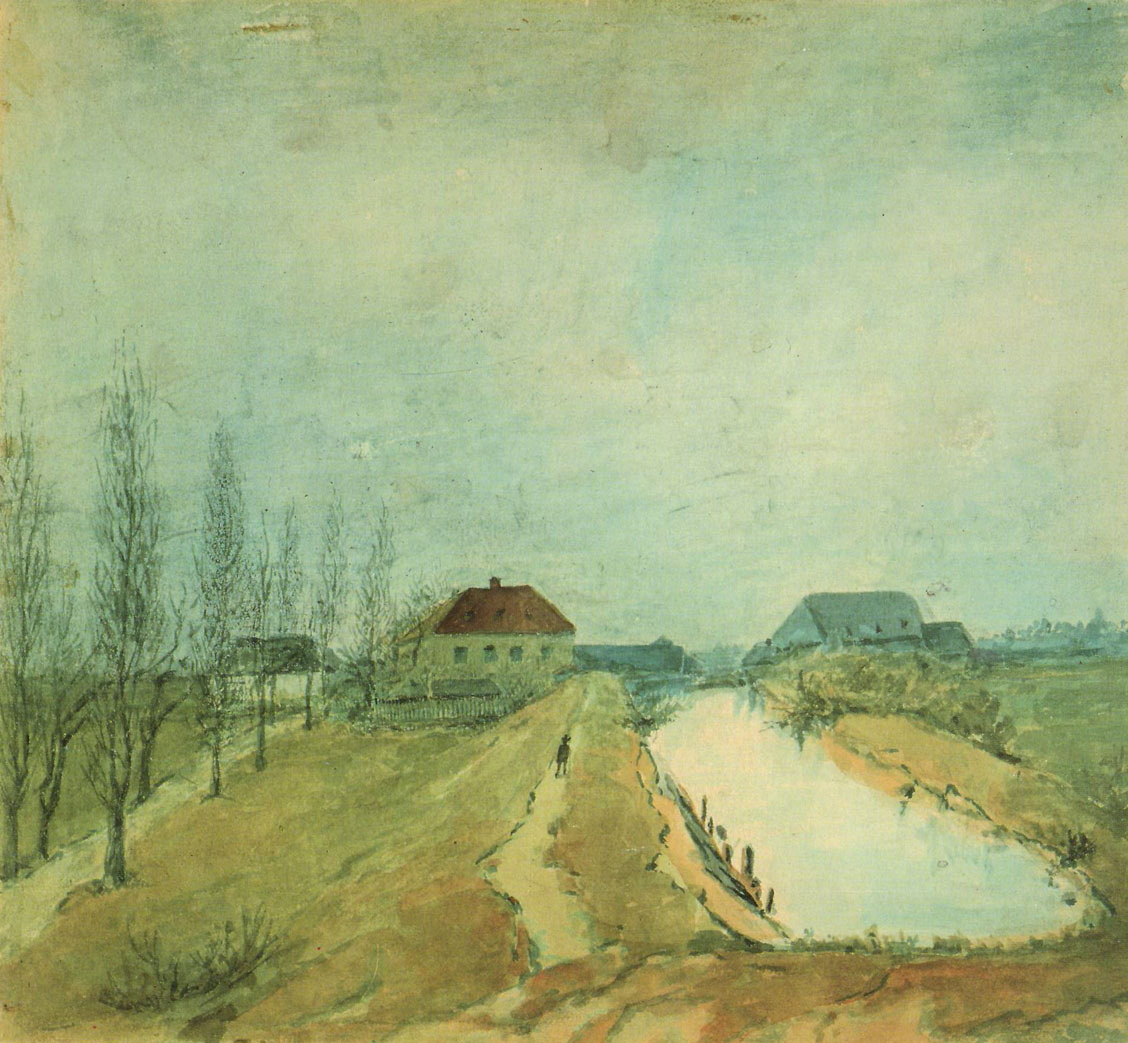
Der Türkengraben bei der Georgenschwaige, Joseph Puschkin, 1890

Es wurde benannt nach einer Schwaige im Besitz des Klosters Schäftlarn, die nach dem heiligen Georg St. Georgenschwaige benannt wurde.